# Lynchia tuberculata
Lynchia tuberculata är en tvåvingeart som beskrevs av Ferris 1927. Lynchia tuberculata ingår i släktet Lynchia och familjen lusflugor. Inga underarter finns listade i Catalogue of Life.